# Cuero (Candamo)
Cuero ist eines von 11 Parroquias in der Gemeinde Candamo der autonomen Region Asturien in Spanien.

Grullos, der Hauptort der Gemeinde ist 4,5 km  entfernt. 

## Sehenswertes
- Hauskapelle „Capilla de la Casa de los Flórez Valdés“
- Kirche „Iglesia de San Nicolás de Cuero“

## Feste und Feiern
- 16. Juli in Cuero die „Fiesta de El Carmen“

## Dörfer und Weiler der Parroquia
- Las Ablanosas 3 Einwohner 2011
- Cuero 156 Einwohner 2011
- El Campillín 4 Einwohner 2011
- El Puente Peñaflor 15 Einwohner 2011